# Torre dei Graziani
Die Torre die Graziani (auch Torre dei Ceroni) ist ein Geschlechterturm in der italienischen Hauptstadt Rom. 

## Geschichte
Der Turm wurde im 12.–13. Jahrhundert für die bekannte römische Familie Ceroni erbaut. Die Ziegel, die für den Bau des Turmes verwendet wurden, stammten aus den Ruinen der nahegelegenen Trajansthermen. Später wurde die Familie Graziani Besitzer des Turmes und bewohnte ihn bis ins 15. Jahrhundert. Heute ist der Turm Teil des Gebäudes des religiösen Instituts Figlie di Maria Santissima dell’Orto.

## Lage
Der Turm befindet sich auf dem Piazza di San Martino ai Monti auf dem Oppio-Hügel, der Teil des Esquilins, einem der sieben Hügel Roms, ist. Auf dem Platz befindet sich mit der Torre dei Capocci ein weiterer, höherer Geschlechterturm, dessen Erbauung ebenfalls auf das 12.–13. Jahrhundert datiert wird. Die Torre dei Graziani steht im Gegensatz zur Torre dei Capocci nicht frei, sondern ist in ein anliegendes Gebäude integriert.

## Aufbau
Der Turm verfügt über einen Keller, ein Erdgeschoss und fünf Etagen. Auf der Dachterrasse befindet sich ein kleiner Wachtturm. An der langen Seite befinden sich sechs Zinnen, an der kürzeren fünf. Die dem Platz zugewandte Fassade hat heute keine Fenster mehr, Füllungen in der Mauer deuten aber auf deren frühere Existenz hin.